# Юнацький чемпіонат Європи з футболу (U-17) 2016
Чемпіонат Європи з футболу серед юнаків віком до 17 років 2016 року — п'ятнадцятий розіграш турніру (після зміни назви), який пройшов у Азербайджані з 5 по 21 травня 2016 року. Переможцем вшосте стала збірна Португалії, яка у фіналі у серії післяматчевих пенальті перемогла збірну Іспанії.

## Кваліфікація
Докладніше:
- Юнацький чемпіонат Європи з футболу (U-17) 2016 (кваліфікаційний раунд)
- Юнацький чемпіонат Європи з футболу (U-17) 2016 (елітний раунд)

## Груповий раунд

### Група A
| Поз | Команда     | І | В | Н | П | ГЗ | ГП | РГ | О | Кваліфікація |
| --- | ----------- | - | - | - | - | -- | -- | -- | - | ------------ |
| 1   | Португалія  | 3 | 2 | 1 | 0 | 7  | 0  | +7 | 7 | Плей-оф      |
| 2   | Бельгія     | 3 | 1 | 2 | 0 | 3  | 1  | +2 | 5 | Плей-оф      |
| 3   | Азербайджан | 3 | 1 | 1 | 1 | 2  | 6  | −4 | 4 |              |
| 4   | Шотландія   | 3 | 0 | 0 | 3 | 0  | 5  | −5 | 0 |              |

| 5 травня 2016 19:00 |

| Бельгія               | 2:0      | Шотландія |
| --------------------- | -------- | --------- |
| Коррин 45' Опенда 60' | Протокол |           |

| Бакцелл Арена, Баку Глядачів: 150 Арбітр: Петер Кралович |

| 5 травня 2016 20:00 |

| Азербайджан | 0:5      | Португалія                                                 |
| ----------- | -------- | ---------------------------------------------------------- |
|             | Протокол | Гоміш 4', 16' Асадов 24' (аг) Мігел Луїш 44' Фернандіш 76' |

| Олімпійський стадіон, Баку Глядачів: 33 000 Арбітр: Бартош Франковський |

| 8 травня 2016 15:30 |

| Португалія         | 2:0      | Шотландія |
| ------------------ | -------- | --------- |
| Кіна 37' Гоміш 55' | Протокол |           |

| Далга-Арена, Баку Глядачів: 100 Арбітр: Гуннар Ярл Йонссон |

| 8 травня 2016 19:00 |

| Азербайджан  | 1:1      | Бельгія         |
| ------------ | -------- | --------------- |
| Махмудов 77' | Протокол | Бонджованні 72' |

| Бакцелл Арена, Баку Глядачів: 1 500 Арбітр: Петр Арделеану |

| 11 травня 2016 16:00 |

| Шотландія | 0:1      | Азербайджан |
| --------- | -------- | ----------- |
|           | Протокол | Набієв 79'  |

| Бакцелл Арена, Баку Глядачів: 3 000 Арбітр: Свен-Ерік Едвартсен |

| 11 травня 2016 16:00 |

| Португалія | 0:0      | Бельгія |
| ---------- | -------- | ------- |
|            | Протокол |         |

| Далга-Арена, Баку Глядачів: 80 Арбітр: Вілле Невалайнен |

### Група B
| Поз | Команда              | І | В | Н | П | ГЗ | ГП | РГ | О | Кваліфікація |
| --- | -------------------- | - | - | - | - | -- | -- | -- | - | ------------ |
| 1   | Німеччина            | 3 | 2 | 1 | 0 | 9  | 3  | +6 | 7 | Плей-оф      |
| 2   | Австрія              | 3 | 2 | 0 | 1 | 4  | 4  | 0  | 6 | Плей-оф      |
| 3   | Боснія і Герцеговина | 3 | 1 | 0 | 2 | 3  | 6  | −3 | 3 |              |
| 4   | Україна              | 3 | 0 | 1 | 2 | 3  | 6  | −3 | 1 |              |

| 5 травня 2016 14:00 |

| Австрія              | 2:0      | Боснія і Герцеговина |
| -------------------- | -------- | -------------------- |
| Баумгартнер 18', 35' | Протокол |                      |

| Бакцелл Арена, Баку Глядачів: 150 Арбітр: Петр Арделеану |

| 5 травня 2016 17:00 |

| Україна               | 2:2      | Німеччина         |
| --------------------- | -------- | ----------------- |
| Янаков 33' Булеца 67' | Протокол | Отто 37' Шрек 74' |

| Олімпійський стадіон, Баку Глядачів: 8 000 Арбітр: Гуннар Ярл Йонссон |

| 8 травня 2016 14:00 |

| Україна | 0:2      | Австрія              |
| ------- | -------- | -------------------- |
|         | Протокол | Шмід 7' В.Мюллер 21' |

| Бакцелл Арена, Баку Глядачів: 200 Арбітр: Свен-Ерік Едвартсен |

| 8 травня 2016 19:00 |

| Німеччина                         | 3:1      | Боснія і Герцеговина |
| --------------------------------- | -------- | -------------------- |
| Аккайнак 17' (пен.) Отто 66', 72' | Протокол | Баак 2' (аг)         |

| Далга-Арена, Баку Глядачів: 190 Арбітр: Петер Кралович |

| 11 травня 2016 19:15 |

| Боснія і Герцеговина | 2:1      | Україна     |
| -------------------- | -------- | ----------- |
| Б.Гаджич 38', 41'    | Протокол | Кулаков 69' |

| Бакцелл Арена, Баку Глядачів: 150 Арбітр: Фран Йович |

| 11 травня 2016 19:15 |

| Німеччина                                          | 4:0      | Австрія |
| -------------------------------------------------- | -------- | ------- |
| Майсль 3' (аг) Аккайнак 25' Гаверц 32' Дадашов 81' | Протокол |         |

| Далга-Арена, Баку Глядачів: 200 Арбітр: Мітя Жганец |

### Група C
| Поз | Команда | І | В | Н | П | ГЗ | ГП | РГ | О | Кваліфікація |
| --- | ------- | - | - | - | - | -- | -- | -- | - | ------------ |
| 1   | Швеція  | 3 | 2 | 0 | 1 | 3  | 2  | +1 | 6 | Плей-оф      |
| 2   | Англія  | 3 | 2 | 0 | 1 | 6  | 3  | +3 | 6 | Плей-оф      |
| 3   | Данія   | 3 | 1 | 1 | 1 | 2  | 3  | −1 | 4 |              |
| 4   | Франція | 3 | 0 | 1 | 2 | 0  | 3  | −3 | 1 |              |

| 6 травня 2016 19:00 |

| Франція | 0:0      | Данія |
| ------- | -------- | ----- |
|         | Протокол |       |

| Далга-Арена, Баку Глядачів: 200 Арбітр: Вілле Невалайнен |

| 6 травня 2016 19:00 |

| Англія     | 1:2      | Швеція        |
| ---------- | -------- | ------------- |
| Нелсон 62' | Протокол | Асоро 4', 59' |

| Азерсун Арена, Баку Глядачів: 250 Арбітр: Свен-Ерік Едвартсен |

| 9 травня 2016 14:00 |

| Данія         | 1:0      | Швеція |
| ------------- | -------- | ------ |
| Бух Єнсен 83' | Протокол |        |

| Олімпійський стадіон, Баку Глядачів: 130 Арбітр: Мітя Жганец |

| 9 травня 2016 20:00 |

| Франція | 0:2      | Англія                       |
| ------- | -------- | ---------------------------- |
|         | Протокол | Морріс 15' Нелсон 43' (пен.) |

| Азерсун Арена, Баку Глядачів: 1 200 Арбітр: Фран Йович |

| 12 травня 2016 19:00 |

| Швеція        | 1:0      | Франція |
| ------------- | -------- | ------- |
| Бергквіст 45' | Протокол |         |

| Азерсун Арена, Баку Глядачів: 700 Арбітр: Бартош Франковський |

| 12 травня 2016 19:00 |

| Данія     | 1:3      | Англія                         |
| --------- | -------- | ------------------------------ |
| Одгор 81' | Протокол | Нелсон 30' Маунт 51' Герст 78' |

| Олімпійський стадіон, Баку Глядачів: 100 Арбітр: Петер Кралович |

### Група D
| Поз | Команда    | І | В | Н | П | ГЗ | ГП | РГ | О | Кваліфікація |
| --- | ---------- | - | - | - | - | -- | -- | -- | - | ------------ |
| 1   | Іспанія    | 3 | 2 | 1 | 0 | 7  | 3  | +4 | 7 | Плей-оф      |
| 2   | Нідерланди | 3 | 2 | 0 | 1 | 3  | 2  | +1 | 6 | Плей-оф      |
| 3   | Італія     | 3 | 1 | 0 | 2 | 4  | 6  | −2 | 3 |              |
| 4   | Сербія     | 3 | 0 | 1 | 2 | 2  | 5  | −3 | 1 |              |

| 6 травня 2016 14:00 |

| Італія              | 2:1      | Сербія         |
| ------------------- | -------- | -------------- |
| Скамакка 9' Кен 32' | Протокол | Максимович 77' |

| Азерсун Арена, Баку Глядачів: 100 Арбітр: Мітя Жганец |

| 6 травня 2016 15:30 |

| Нідерланди | 0:2      | Іспанія             |
| ---------- | -------- | ------------------- |
|            | Протокол | Мбоула 16' Руїс 52' |

| Далга-Арена, Баку Глядачів: 200 Арбітр: Фран Йович |

| 9 травня 2016 16:00 |

| Італія | 0:1      | Нідерланди  |
| ------ | -------- | ----------- |
|        | Протокол | Нуннелі 78' |

| Азерсун Арена, Баку Глядачів: 600 Арбітр: Бартош Франковський |

| 9 травня 2016 17:00 |

| Сербія              | 1:1      | Іспанія |
| ------------------- | -------- | ------- |
| Йовельїч 59' (пен.) | Протокол | Руїс 4' |

| Олімпійський стадіон, Баку Глядачів: 128 Арбітр: Вілле Невалайнен |

| 12 травня 2016 14:00 |

| Іспанія                                 | 4:2      | Італія                            |
| --------------------------------------- | -------- | --------------------------------- |
| Діас 44' Гарсія 59' Руїс 76' Лосано 81' | Протокол | Олів'єрі 65' (пен.) Пінамонті 72' |

| Азерсун Арена, Баку Глядачів: 270 Арбітр: Петр Арделеану |

| 12 травня 2016 14:00 |

| Сербія | 0:2      | Нідерланди                |
| ------ | -------- | ------------------------- |
|        | Протокол | М.Ілич 72' (аг) Венте 81' |

| Олімпійський стадіон, Баку Глядачів: 100 Арбітр: Гуннар Ярл Йонссон |

## Плей-оф

### Чвертьфінали
| 14 травня 2016 15:00 |

| Португалія                                       | 5:0      | Австрія |
| ------------------------------------------------ | -------- | ------- |
| Гоміш 7' (пен.), 18', 47' Джу 51' Мігел Луїш 77' | Протокол |         |

| Далга-Арена, Баку Глядачів: 200 Арбітр: Фран Йович |

| 14 травня 2016 20:00 |

| Німеччина   | 1:0      | Бельгія |
| ----------- | -------- | ------- |
| Дадашов 46' | Протокол |         |

| Далга-Арена, Баку Глядачів: 300 Арбітр: Гуннар Ярл Йонссон |

| 15 травня 2016 16:00 |

| Іспанія    | 1:0      | Англія |
| ---------- | -------- | ------ |
| Гарсія 11' | Протокол |        |

| Бакцелл Арена, Баку Глядачів: 1 000 Арбітр: Свен-Ерік Едвартсен |

| 15 травня 2016 20:00 |

| Швеція | 0:1      | Нідерланди |
| ------ | -------- | ---------- |
|        | Протокол | Чонг 62'   |

| Бакцелл Арена, Баку Глядачів: 500 Арбітр: Вілле Невалайнен |

### Півфінали
| 18 травня 2016 15:00 |

| Португалія         | 2:0      | Нідерланди |
| ------------------ | -------- | ---------- |
| Гоміш 25' Дало 56' | Протокол |            |

| Далга-Арена, Баку Глядачів: 730 Арбітр: Петер Кралович |

| 18 травня 2016 20:00 |

| Німеччина   | 1:2      | Іспанія           |
| ----------- | -------- | ----------------- |
| Дадашов 11' | Протокол | Руїс 64' Діас 78' |

| Далга-Арена, Баку Глядачів: 925 Арбітр: Бартош Франковський |

### Фінал
| 21 травня 2016 20:00 |

| Португалія                              | 1:1      | Іспанія                                 |
| --------------------------------------- | -------- | --------------------------------------- |
| Дало 27'                                | Протокол | Діас 32'                                |
|                                         | Пенальті |                                         |
| Гоміш · Жота · Лейте · Дало · Фернандіш | 5:4      | Руїс · Бускетс · Чумі · Діас · Морланес |

| Бакцелл Арена, Баку Глядачів: 7 253 Арбітр: Петр Арделеану |